# Liste des édifices labellisés « Architecture contemporaine remarquable » de la Haute-Saône
Cet article recense les édifices labellisés « Architecture contemporaine remarquable » de la Haute-Saône, en France.
Le label « Architecture contemporaine remarquable » remplace depuis 2016 l'ancien label « Patrimoine du XXe siècle ». Il ne prend en compte que des édifices de moins de 100 ans à la date de labellisation, et qui ne sont pas protégés comme monuments historiques.
Au début 2024, la Haute-Saône compte 10 édifices ainsi labellisés.

## Liste
| Monument                           | Commune              | Adresse                       | Coordonnées                      | Notice     | Date | Illustration                    |
| ---------------------------------- | -------------------- | ----------------------------- | -------------------------------- | ---------- | ---- | ------------------------------- |
| Maison Antoine Kielwasser          | Chemilly             | 20 rue Pasteur                | 47° 53′ 56″ nord, 3° 33′ 37″ est | ACR0000217 | 2014 | Image manquante Téléverser      |
| Gymnase « La Légère Mélinoise »    | Échenoz-la-Méline    | 6 Place d'Armes               | 47° 36′ 10″ nord, 6° 08′ 07″ est | ACR0001725 | 2022 | Gymnase « La Légère Mélinoise » |
| Maison Malitchenko                 | Frotey-lès-Vesoul    | 4-6 rue de la Garenne         | 47° 37′ 15″ nord, 6° 11′ 09″ est | ACR0000218 | 2004 | Image manquante Téléverser      |
| Chapelle Notre-Dame-des-Ailes      | Luxeuil-les-Bains    | Rue du Stade                  | 47° 48′ 48″ nord, 6° 21′ 40″ est | ACR0000219 | 2014 | Chapelle Notre-Dame-des-Ailes   |
| Restaurant du lac des Sept-Chevaux | Luxeuil-les-Bains    | Rue des Sept-Chevaux          | 47° 48′ 34″ nord, 6° 21′ 10″ est | ACR0000220 | 2014 | Image manquante Téléverser      |
| Stade                              | Luxeuil-les-Bains    | 39 Avenue du Maréchal-Turenne | 47° 48′ 43″ nord, 6° 21′ 46″ est | ACR0000221 | 2014 | Image manquante Téléverser      |
| Salle d'exposition de la verrerie  | Passavant-la-Rochère | Rue de la Verrerie            | 47° 59′ 21″ nord, 6° 03′ 42″ est | ACR0001838 | 2023 | Image manquante Téléverser      |
| Base nautique de kayak             | Pesmes               | 6 chemin du Pasquier          | 47° 16′ 43″ nord, 5° 33′ 32″ est | ACR0001698 | 2022 | Image manquante Téléverser      |
| Maison Petitperrin                 | Vesoul               | 67b rue Saint -Martin         | 47° 37′ 25″ nord, 6° 08′ 45″ est | ACR0000222 | 2014 | Maison Petitperrin              |
| Villa Henri Kielwasser             | Vesoul               | 2-18 rue d'Alsace-Lorraine    | 47° 37′ 24″ nord, 6° 09′ 21″ est | ACR0000223 | 2004 | Villa Henri Kielwasser          |